# Ancienne école Kaichi
L'ancienne école Kaichi (旧開智学校, kyūkaichi-gakkō) est un bâtiment à Matsumoto dans la préfecture de Nagano construit en 1876. Exemple des premières constructions inspirées de l'architecture occidentale au Japon, ou Giyōfū, elle est classée Bien culturel important en 1861 puis Trésor national en 2019.